# Iberesia
Genre
Iberesia est un genre d'araignées mygalomorphes de la famille des Nemesiidae.

## Distribution
Les espèces de ce genre se rencontrent en Espagne, au Portugal, en Algérie et au Maroc.

## Liste des espèces
Selon World Spider Catalog (version 21.0, 11/07/2020) :
- Iberesia arturica Calvo, 2020
- Iberesia barbara (Lucas, 1846)
- Iberesia brauni (L. Koch, 1882)
- Iberesia castillana (Frade & Bacelar, 1931)
- Iberesia machadoi Decae & Cardoso, 2006
- Iberesia valdemoriana Luis de la Iglesia, 2019

## Publication originale
- Decae & Cardoso, 2006 : Iberesia, a new genus of trapdoor spiders (Araneae, Nemesiidae) from Portugal & Spain. Revista Iberica de Aracnologia, vol. 12, p. 3-11.